# Choisy-au-Bac
Choisy-au-Bac település Franciaországban, Oise megyében. Lakosainak száma 3386 fő (2022. január 1.). Choisy-au-Bac Clairoix, Compiègne, Janville, Longueil-Annel, Le Plessis-Brion, Rethondes és Saint-Crépin-aux-Bois községekkel határos.

## Népesség
A település népességének változása:
| Lakosok száma | 3366 | 3308 | 3428 | 3291 | 3283 | 3288 | 3307 | 3322 | 3386 |
|               | 2013 | 2015 | 2016 | 2017 | 2018 | 2019 | 2020 | 2021 | 2022 |